# Кубілай Тюрк'їлмаз
Кубіла́й Тюрк'їлма́з (*4 березня 1967, Беллінцона, Швейцарія) — колишній швейцарський футболіст турецького походження. Найкращий нападник збірної Швейцарії 1990-х років. Шульга, зріст 1,82 м, вага 78 кг; відрізнявся високою швидкістю і почуттям голу, а також цінувався за майстерне виконання штрафних та кутових ударів. Тюрк'їлмаз утримує рекорд за кількістю голів, забитих за збірну Швейцарії (34). Також він вважається єдиним гравцем в історії чемпіонатів світу з футболу, який протягом одного матчу забив три голи з пенальті; це сталося в матчі кваліфікаційного раунду Чемпіонату світу 2002 року проти Фарерських островів (7 жовтня 2000 року, 5:1).

## Кар'єра
Кубілай Тюрк'їлмаз (за футбольним прізвиськом Кубі) народився в родині турецьких іммігрантів в Беллінцоні, столиці італійськомовного швейцарського кантону Тічино. Професійну футбольну кар'єру почав в маленькому клубі «Семіне», розташованому на околиці Беллінцони. В 1985 році перейшов в клуб «Беллінцона», де продемонстрував свій талант голеадора, забивши 33 голи в 66 матчах. Його успіх в «Белінцоні» привернув увагу керівників женевського клубу «Серветт», що виступав в вищій швейцарській лізі, які вирішили придбати молодого бомбардира. За «Серветт» Тюрк'їлмаз зіграв 45 ігор, забивши 25 м'ячів.
У 1988 році його було вперше викликано до національної збірної. У складі збірної Швейцарії він вперше вийшов на поле 2 лютого 1988 року в матчі проти Франції в рамках Турніру чотирьох націй. Вперше забив за збірну він 21 вересня 1988 року в матчі кваліфікаційного етапу Чемпіонату світу 1990 року проти Люксембургу; Тюрк'їлмаз забив в цьому матчі два м'ячі. Кар'єра Тюрк'їлмаза як гравця збірної тривала 13 років і закінчилася 5 вересня 2001 року грою знову проти Люксембургу в кваліфікаційному турнірі Чемпіонату світу 2002 року, в якій Тюрк'їлмаз також забив два м'яча. Всього в 64 іграх за збірну він забив 34 голи, побивши національний рекорд, встановлений в 1920-х–1930-х роках Максом Абеггленом.
Після вдалих виступів за «Серветт» в жовтні 1990 року талановитого нападника придбав знаменитий італійський клуб «Болонья». Однак клуб переживав не найкращі часи, і дев'яти м'ячів, забитих Тюрк'їлмазом в 21 грі виявилося недостатньо для того, щоб «Болонья» залишилася в вищому італійському дивізіоні. В складі «Болоньї» Тюрк'їлмаз провів наступні два не дуже вдалі сезони, зігравши в італійській Серії B2 62 матчі і забивши 15 м'ячів.
Коли по закінченні сезону 1992–93 років Болонья опустилася в Серію С1; Тюрк'їлмаз покинув клуб і перейшов до турецького «Галатасараю», який в той час знаходився на підйомі. Три сезони в Стамбулі мали гучний успіх, але особливо запам'яталися двома голами, забитими на стадіоні «Олд Траффорд» в грі проти «Манчестер Юнайтед» і голом, забитим «Барселоні» на її стадіоні «Ноу Камп» в присутності 115 000 вболівальників.
Після трьох сезонів в «Галатасараї», під час яких беллінцонський бомбардир виграв два турецьких чемпіонати і кубок і суперкубок Туреччини, Тюрк'їлмаз повернувся до батьківщини і почав грати за цюрихський клуб «Грассхоппер». В Цюриху гравець відіграв напевне два свої найкращі сезони, повною мірою розкривши свої таланти і високий клас. 45 голів, забитих ним в 70 матчах, дозволило клубу виграти два чемпіонати Швейцарії і двічі взяти участь в фінальних змаганнях Ліги Чемпіонів.
Влітку 1996 року Тюрк'їлмаз брав участь в Чемпіонаті Європи в Англії. Чемпіонат став значною подією в його житті, позаяк Чемпіонат світу 1994 року він буз змушений пропустити через суперечки з тодішнім тренером збірної Швейцарії Роєм Ходжсоном. В матчі відкриття чемпіонату проти Англії (1:1) він на 84 хвилині забив пенальті, зрівнявши рахунок і продемонструвавши неабияку витримку і холоднокровність: обдуривши воротаря англійців Девіда Сімена, він послав низовий м'яч в лівий від нього кут воріт. Втім, його пихаті і хвалькуваті заяви в пресі після цього матчу («Забити міг лише я») викликали обурення у тренера та партнерів по команді, а обидва наступні матчі збірна Швейцарії програла (0:2 Нідерландам і 0:1 Шотландії) і не змогла вийти за межі групового турніру.
В 1998 році стосунки Тюрк'їлмаза з керівництвом «Грассхопперу» погіршилися, і він був змушений покинути клуб. Він зіграв декілька матчів за клуб першої ліги «Локарно», забивши лише один м'яч, а в наступному сезоні перейшов до клубу «Люцерн», за який грав до зимової паузи в чемпіонаті. За «Люцерн» він забив 6 голів, однак вік (31 рік) і постійні проблеми зі здоров'ям не дозволили йому набути своєї найкращої форми.
Після зимової паузи свого вихованця запросила до себе «Беллінцона», яка в той час змагалася за вихід до вищої швейцарської ліги, і Тюрк'їлмаз повернувся до клубу, де починалася його футбольна кар'єра. На жаль, 15 голів, забитих ним в 13 матчах, не допомогли «Беллінцоні» дістатися до вищої ліги; в вирішальному матчі проти «Сьйона» вона дозволила супернику за 10 хвилин до закінчення матчу зрівняти рахунок, відкритий Тюрк'їлмазом. Вболівальники булі розлючені і розчаровані, а щедрі пропозиції стали траплялися рідше. Однак саме в цей час продуктивність гравця набула свого піку: в двох матчах проти клубу «Делемонт» він забив сім м'ячів, з яких один — з відстані 50 метрів, а інший — виконуючи кутовий удар.
На початку сезону 2000/2001 Тюрк'їлмаз перейшов до італійської «Брешії», де грав разом з легендарним Роберто Баджо. Президент клубу Джино Коріоні, який був президентом «Болоньї» в роки, коли за неї грав Тюрк'ілмаз, покладав великі надії на швейцарського нападника. Втім, тренер «Брешії» Карло Манцоне не поділяв цих сподівань і часто залишав Тюрк'ілмаза на лавиці запасних. Попри це він мав декілька нагод показати себе, але удари по воротам в нього не виходили. Дев'ять зіграних матчів (у сукупності 600 хвилин ігрового часу) без жодного забитого м'яча показали, що спортивна форма гравця і стан його здоров'я залишаються далекими від оптимальних; Тюрк'їлмаз зазнав травму коліна, а також мав проблеми зі спиною. В січні 2001 він грав в матчі з «Болоньєю», своїм колишнім клубом. Напередодні матчу було багато гучних заяв, але протягом гри Тюрк'їлмаз лише один раз вийшов віч-на-віч з воротарем болонців Джанлукою Пальюкою, і цей момент знову залишився нереалізованим. Справи «Брешії» погіршилися (вона лише чудом не залишила вищу лігу), а нападник, з яким були пов'язані великі надії, виявився неспроможним їх виправдати. В матчі з «Віченцею» він знову проґавив стопроцентний момент для взяття воріт і був згодом відправлений додому, в Швейцарію.
В лютому 2001 року Тюрк'їлмаз повернувся до Тічино, підписавши щедрий контракт з «Лугано», президент якого поставив перед клубом задачу виграти в цьому сезоні чемпіонат Швейцарії. Результативність Кубілая і його спортивна форма залишалися далекими від норми (3 голи в 9 матчах), і «Лугано» закінчив чемпіонат лише на другому місці в турнірній таблиці.
В вересні 2001 року 34-річний гравець повернувся до «Люцерну», де декілька років тому залишив по собі добру пам'ять. Тюрк'їлмаз поступово набував форму, забив 3 голи в 6 матчах, а 5 вересня 2001 в матчі за збірну забив два м'ячі в матчі з Люксембургом, покращивши колишній рекорд Макса Абегглена. Але вже 12 вересня 2001 року його маже 15-річній футбольній кар'єрі було раптово покладено край: він знову почав відчувати болі в правому коліні, і лікарі заявили, що якщо він продовжить грати в футбол, то стане інвалідом. Тюрк'їлмаз був змушений підкоритися вердикту лікарів і оголосив про закінчення кар'єри професійного гравця. 2 вересня 2002 року на міському стадіоні Беллінцони в присутності 6000 вболівальників було влаштоване ушанування знаменитого футболіста.
Після закінчення професійної кар'єри Тюрк'їлмаз якийсь час грав в мініфутбол за місцеві аматорські клуби; також він іноді допомагає коментувати футбольні матчі на швейцарському телебаченні.

## Титули і досягнення
- Чемпіон Туреччини (1):

«Галатасарай»: 1993-94
- Чемпіон Швейцарії (2):

«Грассгоппер»: 1995-96, 1997-98